# مرسى مطروح (مركز)
مركز مرسى مطروح، مركز إداري مصري. يقع في محافظة مطروح الواقعة في جمهورية مصر العربية. يضم المركز مدينة مرسى مطروح و 18 قرية.